# Список модельных объектов (биология)

## Модельные организмы

### Вирусы
- Фаг лямбда — молекулярная генетика
- Phi X 174 — молекулярная генетика; первый полностью секвенированный геном (кольцевая ДНК, содержащая 11 генов, длиной 5386 н.п..
- Вирус табачной мозаики
- Бактериофаг MS2 — молекулярная генетика; второй полностью секвенированный геном
- Бактериофаг T4 — молекулярная генетика; много нобелевских лауреатов, работавших с этим объектом.

### Археи
- Methanococcus — изучение биосинтеза метана

### Бактерии

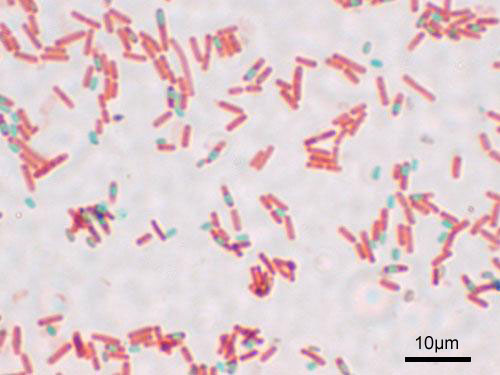
Делящиеся Bacillus subtilis

- Escherichia coli (E. coli, кишечная палочка) — грамотрицательная бактерия, молекулярная генетика (один из основных объектов)
- Bacillus subtilis — грамположительная бактерия, молекулярная генетика, изучение споруляции, работы жгутиков.
- Caulobacter crescentus — делится на две четко различающиеся клетки, используется для изучения процессов клеточной дифференцировки.
- Mycoplasma genitalium — «минимальный организм», имеет один из самых маленьких геномов среди всех клеточных организмов; в 2007 г близкий вид использован Крейгом Вентером для пересадки генома, в результате которой один вид бактерий был превращен в другой
- Vibrio fischeri — изучение «чувства кворума», биолюминесценция (это светящаяся бактерия) и симбиоз с животными (кальмаром Euprymna scolopes)
- Synechocystis — цианобактерия, изучение фотосинтеза.
- Pseudomonas fluorescens, почвенная бактерия — процесс образования различных штаммов.
- Wolbachia — вольбахия, род грамотрицательных бактерий, облигатных внутриклеточных паразитов насекомых и филярий. Изучение взаимоотношений «паразит-хозяин», горизонтального переноса генов между прокариотами и эукариотами. К настоящему моменту секвенированы геномы двух штаммов вольбахий — W. pipientis из клеток Drosophila melanogaster и вольбахии из клеток филярии — возбудителя бругиоза Brugia malayi.

### Протисты
- Хламидомонада Chlamydomonas reinhardtii — одноклеточная зелёная водоросль, изучение фотосинтеза, работы эукариотического жгутика, клеточной подвижности, регуляция метаболизма, клеточная адгезия («склеивание» гамет при половом размножении) и др. Хорошо изучена генетически [1] Геном секвенирован в 2007 г.[2]
- Emiliania huxleyi, одноклеточная морская водоросль-кокколитофорида — экология, модельный вид фитопланктона.
- Диктиостеолиум Dictyostelium discoideum — молекулярная биология и генетика (его геном секвенирован), эмбриология (межклеточная коммуникация, клеточная дифференцировка, апоптоз).
- Тетрахимена Tetrahymena thermophila — пресноводная инфузория; молекулярная генетика (геном секвенирован).
- Малярийные плазмодии (род Plasmodium) — возбудители малярии человека; изучения отношений паразит-хозяин, факторов патогенности. Полностью секвенированы геномы четырёх видов — Plasmodium falciparum, Plasmodium knowlesi, Plasmodium vivax и Plasmodium yoelli (последний вид не является возбудителем малярии человека).
- Трипаносомы (род Trypanosoma) — протисты из отряда кинетопластиды, возбудители опасных болезней человека и животных; исследования РНК-редактирования, перестроек генома у видов без полового процесса, организации генома кинетопласта, взаимодействия с иммунной системой хозяина. Геном двух видов (Trypanosoma brucei, возбудителя африканской сонной болезни и Trypanosoma cruzi, возбудителя болезни Шагаса (Чагаса)) секвенирован в 2005 году.
- Sauroleishmania tarentolae используется для изучении биологии трипаносоматид (в частности, при исследовании редактирования РНК), так как не патогенна для человека и относительно легко культивируется.

### Грибы
- Аспергилл Aspergillus nidulans — плесень, объект генетических исследований.
- Навозник Coprinus cinereus — базидиомицет (генетическая регуляция мейоза и развития плодового тела)[3]
- Нейроспора густая Neurospora crassa — плесень, изучение генетической регуляции метаболизма, мейоза и циркадных ритмов[4]
- Ashbya gossypii , патоген хлопка, генетика (полярность клеток, клеточный цикл)
- Почкующиеся дрожжи Saccharomyces cerevisiae, генетика (регуляция клеточного цикла и др.), использование в хлебопечении и пивоварении
- Делящиеся дрожжи Schizosaccharomyces pombe (клеточный цикл, клеточная полярность, РНК-интерференция, структура и функция центросом)
- Schizophyllum commune — генетически удобная модель для изучения развития гриба, источник дереворазрушающих ферментов. Полный геном опубликован в 2010 году[5].
- Ustilago maydis , патоген кукурузы (взаимодействие с растением-хозяином)

### Растения

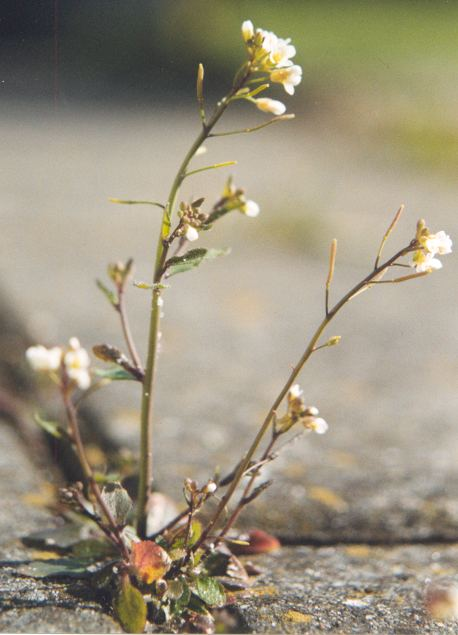
Arabidopsis thaliana

- Резуховидка Таля Arabidopsis thaliana, наиболее популярное модельное растение, используемое во многих областях; однолетнее крестоцветное-эфемер, имеющее крайне короткий жизненный цикл и небольшой размер генома (первое из растений, чей геном секвенирован)[6] Закартировано и изучено множество морфологических и биохимических мутаций[6] Генетическая база данных, содержащая и большое количество другой информации об этом виде — TAIR[6];
- плауновидное селагинелла Selaginella moellendorffii — эволюция растений, молекулярная биология; геном (один из самых коротких среди высших растений, около 100 мегабаз) секвенирован;
- Brachypodium distachyon — модельный злак (молекулярная биология, генетика, агрономия);
- Лядвенец Lotus japonicus, модельное бобовое, исследование симбиоза с клубеньковыми бактериями;
- Ряска Lemna gibba, быстрорастущее мелкое водное однодольное; может культивироваться в чистых (безмикробных) культурах (водная токсикология, экспрессия генов);
- Кукуруза (Zea mays L.) — одна из основных зерновых культур и классический генетический модельный организм; у этого диплоидного однодольного 10 пар крупных хромосом, которые легко изучать под микроскопом, что облегчает цитогенетические исследования; известно большое число фенотипически выраженных мутаций, гены которых закартированы (именно благодаря этому при изучении кукурузы были открыты транспозоны), и большое число потомков от каждого скрещивания (генетика, молекулярная биология, агрономия);
- Люцерна Medicago truncatula — модельное бобовое, близкий родственник люцерны посевной (Medicago sativa) (молекулярная биология, агрономия);
- Губастик (Mimulus) — крупный род (около 120 видов), традиционно относимый к семейству норичниковые (по более новым данным, относится к семейству Phrymaceae; используется для эволюционно-генетических исследований[7];
- Рис (Oryza sativa) — одна из важнейших зерновых культур; имеет один из самых маленьких геномов среди зерновых злаков, который полностью секвенирован (агрономия, молекулярная биология);
- Зеленый мох Physcomitrella patens — всё более широко используется в исследованиях развития и эволюционной биологии растений[8] Пока это единственный представитель мохообразных, чей геном полностью секвенирован; разработана методика генетической трансформации для данного вида;
- Виды рода тополь (Populus) — модельные виды для изучения генетики и культивирования древесных растений. Имеют небольшой размер генома и быстрый рост, разработана методика трансформации. Полностью секвенирован геном североамериканского вида Тополь волосистоплодный (Populus trichocarpa);
- Лук репчатый — модельный организм в генотоксикологических исследованиях. Имеет хорошо изученный геном (2n=16) и поэтому подходит для ана-телофазного анализа. Результаты Allium-тестов имеют корреляцию с другими тестами на животных, растительных и микроорганизмах, а также могут быть экстраполированы на человека.

### Животные

#### Беспозвоночные

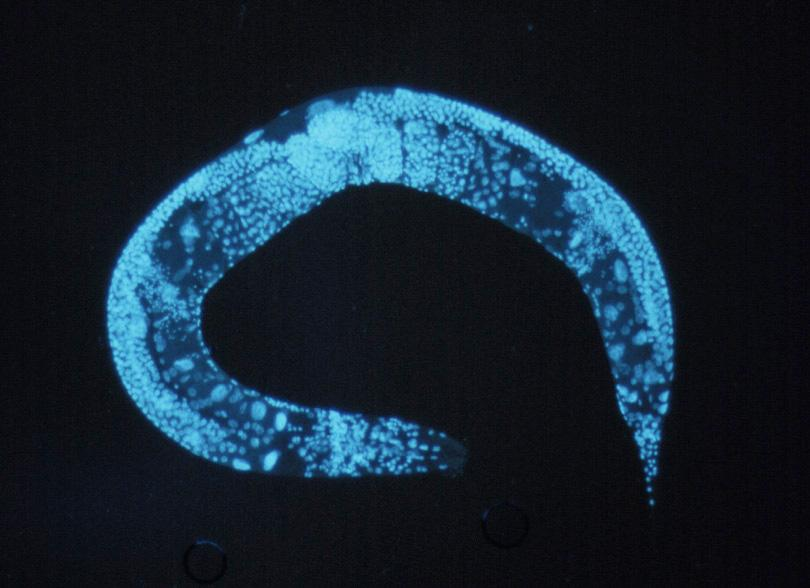
Caenorhabditis elegans

- Виды рода гидра (Hydra), пресноводные полипы; модельный организм биологии развития, в частности, служит для изучения процессов регенерации. Геном гидры (североамериканский вид Hydra magnipapillata) частично расшифрован. Имеются коллекции мутантных линий гидры в Японии и Германии. Разработана методика получения трансгенных гидр.
- Nematostella vectensis, нематостелла — литоральная роющая актиния из семейства едвардсиид (Edwardsiidae), в последние годы ставшая главным модельным объектом для изучения молекулярной биологии и биологии развития книдарий. В 2007 г. геном нематостеллы был полностью секвенирован [9].
- Symsagittifera roscoffensis (syn. Convoluta roscoffensis), представитель примитивной группы «бескишечных турбеллярий» (ныне тип Acoelomorpha) — изучение эволюции плана строения двусторонне-симметричных животных.
- Нематода Caenorhabditis elegans (C. elegans)[10] — генетический контроль развития и физиологических процессов (первый многоклеточный организм, чей геном был полностью секвенирован; в настоящее время секвенирован геном второго вида из этого рода, C. briggsae).
- Нематода Pristionchus pacificus, используется в работах по эволюционной биологии развития для сравнения с C. elegans.
- Медицинская пиявка Hirudo medicinalis — нейробиология (простые нервные системы): изучение локомоции; изучение развития нервной системы в биологии развития.
- Булавоусый мучной хрущак Tribolium castaneum — мелкая легко разводимая чернотелка, используемая для поведенческих и экологических экспериментов.
- Дафнии (Daphnia pulex, D. magna) — один из главных модельных объектов водной токсикологии. Используются также для изучения популяционной генетики. Геном D. pulex частично расшифрован.
- Дрозофилы (род Drosophila), в частности, вид Drosophila melanogaster — плодовая мушка, знаменитый объект генетических исследований. Легко содержится и разводится в лаборатории, имеет быструю смену поколений и множество мутаций с различным фенотипическим выражением. Во второй половине XX века один из основных объектов биологии развития. Геном полностью секвенирован. Недавно стала использоваться для нейрофармакологических исследований [11].
- Голожаберный моллюск Hermissenda crassicornis — нейробиология (простые нервные системы): механизмы памяти и научения.
- Морской заяц Aplysia californica, заднежаберный моллюск — нейробиология (простые нервные сиистемы): молекулярные механизмы памяти и обучения; перестройки цитоскелета.
- Морской ангел Clione limacina — нейробиология (простые нервные системы): образование связей между нейронами, регенерация нервов, контроль локомоции и других форм поведения.
- Кальмар Euprymna scolopes, модель для изучения симбиотических отношений между животными и бактериями, биолюминесценции.
- Кальмар Loligo pealei, классический объект для изучения работы нервных клеток и их цитоскелета (имеет гигантские аксоны диаметром до 1 мм).
- Морские ежи Arbacia punctulata и Strongylocentrotus purpuratus, классические объекты эмбриологии. Геном Strongylocentrotus purpuratus полностью расшифрован в 2006 г.[12]
- Аппендикулярия Oikopleura dioica[13].
- Асцидия Ciona intestinalis— эмбриология, эволюция генома хордовых/ Геном «начерно» секвенирован в 2002 г [14].

#### Позвоночные

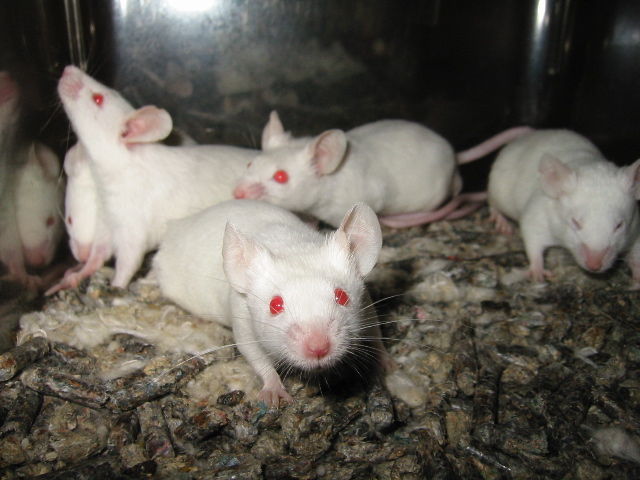
Лабораторные мыши

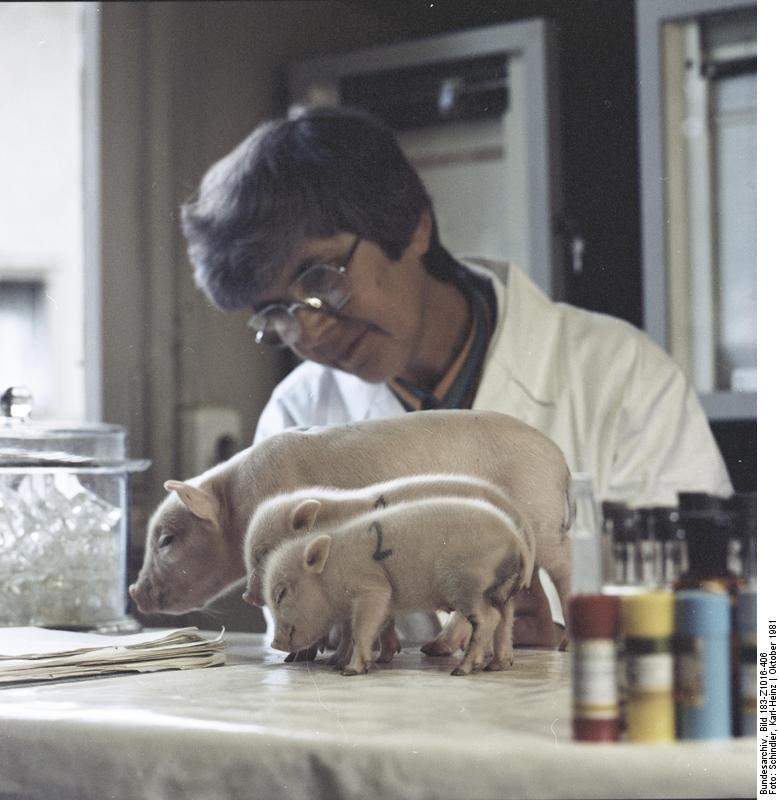
Лабораторные свиньи (Университет Гумбольдта, Берлин, 1981)

- Миноги (сем. Petromyzontidae) — модель для изучения спинного мозга
- Медака Oryzias latipes, модель в биологии развития (более неприхотлива, чем традиционная Danio rerio
- Фугу Takifugu rubripes — рыба из семейства Tetraodontidae — имеет компактный геном с небольшим количеством некодирующих последовательностей. Геном секвенирован.
- Полосатый данио (Danio rerio), (в английской литературе zebra-fish) — почти прозрачная на ранних стадиях развития пресноводная рыбка; важный объект биологии развития, водной токсикологии и токсикопаталогии [15]. Геном секвенирован.
- Африканская шпорцевая лягушка Xenopus laevis — один из основных объектов биологии развития; ооциты используются также для изучения экспрессии генов. Геном секвенирован.
- Анолис Anolis carolinensis — геном полностью секвенирован в 2011 г.
- Курица (Gallus gallus domesticus) — модельный объект эмбриологии амниот, используется с древнейших времен до наших дней
- Зебровая амадина (Taeniopygia guttata) — модельный объект нейробиологии и этологии (изучение пения птиц и слуховой системы)
- Кошка (Felis catus) — модельный объект нейрофизиологии, в частности, изучения функций мозжечка и механизмов локомоции
- Собака (Canis familiaris) — классический объект физиологии животных (изучение работы дыхательной, кровеносной и пищеварительной систем), изучение выработки условных рефлексов в лаборатории И. П. Павлова («собака Павлова» — такой же собирательный образ, как «лабораторная морская свинка»).
- Домовая мышь (Mus musculus) — главный модельный объект среди млекопитающих. Получено множество инбредных чистых линий, в том числе отобранных по признакам, представляющим интерес для медицины. этологии и др. (склонность к тучности. повышенный и пониженный интеллект, склонность к потреблению алкоголя, различная продолжительность жизни и т. п.). Геном полностью секвенирован. Разработаны методы получения трансгенных мышей с использованием стволовых клеток. Дополнительный интерес представляет как объект для изучения популяционной генетики и процессов видообразования, так как имеет сложную внутривидовую структуру (множество подвидов, различающиеся по кариотипу хромосомные расы).
- Серая крыса (Rattus norvegicus) — важная модель для токсикологии, нейробиологии и физиологии; используется также, наряду с мышью, в молекулярной генетике и геномике. Геном полностью секвенирован.
- Домашний кролик (Oryctolagus cuniculus domesticus) — модель для токсикологии, физиологии, иммунологии, разработки вакцин. Геном секвенирован. «Подопытный кролик»  — собирательный образ лабораторного животного в русском языке.
- Морская свинка (Cavia porcellus), использовалась в ранний период развития бактериологии, в частности, Робертом Кохом м Эмилем Берингом при изучении дифтерии (отсюда — «подопытная морская свинка» как собирательное название)
- Хомяки (хомячки), несколько видов грызунов из разных родов подсемейства Cricetinae (наиболее обычны в лабораториях сирийский хомяк (Mesocricetus auratus), джунгарский хомячок (Phodopus sungorus) и китайский хомячок (Cricetulus griseus)); впервые были использованы в 1919 г вместо мышей для типирования пневмококков и при изучении лейшманиоза; в настоящее время одни из самых распространенных лабораторных млекопитающих (уступают по широте использования только мышам, крысам и, в некоторых странах, песчанкам); используются для получения клеточных линий (клеточная биология — онкология, получение гибридом и др.; линия клеток яичника китайского хомячка CHO используется также для производства терапевтических препаратов)
- Макак-резус (Macacus mulatta) — медицинские исследования (в том числе изучение инфекционных болезней), этология, нейробиология
- Шимпанзе (два вида, шимпанзе обыкновенный (Pan troglodytes) и шимпанзе карликовый (Pan paniscus) — ближайшие родственники человека среди ныне живущих видов. Сейчас используется в основном для изучения сложных форм поведения и познавательной деятельности животных. Геном Pan troglodytes секвенирован.
- Человек разумный (Homo sapiens) — геном полностью секвенирован. Клинические исследования, эволюционная биология, физиология, нейробиология и др.

## Модельные органы и ткани
- Стоматогастрический нервный ганглий лангуста (Palinurus) и других видов десятиногих ракообразных — специальная модель для изучения ритмической активности нейронов

- Конечность хвостатых амфибий — модель для изучения процессов регенерации у позвоночных

## Модельные клетки и клеточные линии
- Клеточная линия BY-2 табака Nicotiana tabaccum — используется для изучения клеточной физиологии растений (цитология, физиология растений, биотехнология)
- Клеточная линия HeLa клеток человека — бессмертные клетки, полученные из раковой опухоли шейки матки в 1951 г.; одна из основных клеточных линий человека, культивируемых в лабораториях. Использовалась для разработки вакцины против полиомиелита.

## Модельные популяции
- Наземная легочная улитка Cepaea nemoralis — классический объект для изучения популяционной экологии и генетики, в том числе действия на популяции естественного отбора